# Oksym fosgenu
Oksym fosgenu, CX – organiczny związek chemiczny z grupy halogenowanych oksymów, parzący i duszący bojowy środek trujący. Działa także ogólnotrująco i drażniąco.

## Historia
Oksym fosgenu otrzymano prawdopodobnie w wyniku rosyjskich badań nad pestycydami na karaluchy. W czasie II wojny światowej III Rzesza posiadała ten rodzaj broni chemicznej, jednak nigdy nie użyła go na polu bitwy. Po wojnie wiele krajów badało ten związek, jednak tylko kilka z nich, z powodu problemów z przechowywaniem, posiadała go w swoim arsenale. Według niektórych źródeł był używany przez ZSRR w czasie wojny w Afganistanie.

## Właściwości
W stanie czystym oksym fosgenu tworzy bezbarwne pryzmatyczne kryształy. Dobrze rozpuszcza się w rozpuszczalnikach organicznych; w wodzie słabiej. Jego roztwory wodne łatwo hydrolizują, szczególnie w środowisku zasadowym. Produkt techniczny jest cieczą koloru żółtobrązowego. Polimeryzuje w czasie przechowywania.
Ma intensywny, nieznośny i drażniący zapach. Oksym fosgenu acyluje grupy sulfhydrylowe i aminowe. Bardzo łatwo reaguje z amoniakiem dając nietoksyczne produkty. Czasem stosuje się go w mieszaninach z iperytem, gdyż ułatwia wnikanie iperytu do ciała.

## Zagrożenia
Oksym fosgenu jest nietrwałym i szybko działającym bojowym środkiem trującym o silnym działaniu parzącym, duszącym i drażniącym. Przyjmuje się, że jego działanie opiera się na chlorowaniu niektórych grup aminokwasów w białkach.
Zarówno w postaci par i aerozoli, jak i cieczy lub ciała stałego, oksym fosgenu powoduje prawie natychmiastowy silny ból i miejscowe uszkodzenia tkanek skóry, oczu lub błon śluzowych. Objawy są długotrwałe i uniemożliwiają wykonywanie normalnych czynności. Zależą od miejsca narażenia, gdyż związek ten wywiera największy wpływ na pierwsze naczynia włosowate, które napotka. Odruchowe drapanie może prowadzić do trudno gojących się ran. Uszkodzenia skóry są rumieniowate i wyjątkowo bolesne.
Uszkodzenia skóry, oczu i dróg oddechowych są podobne do tych powodowanych przez iperyt siarkowy – bolesne, swędzące wypryski o białym zabarwieniu przypominające oparzenia pokrzywą (stąd nazywany czasem gazem pokrzywowym). Objawy inhalacji są natomiast zbliżone do skutków działania fosgenu – podrażnienie dróg oddechowych, kaszel, duszność, obrzęk płuc.
Ekspozycja oczu na bardzo małe stężenia oksymu fosgenu powoduje podrażnienie, ból, łzotok, reakcję zapalną i czasową ślepotę. Duże stężenia tego związku mogą natomiast powodować trwałe uszkodzenia rogówki i ślepotę.
Dawkę śmiertelną (LD50) szacuje się na 10–30 mg/kg masy ciała, jednak śmierć następuje zazwyczaj w wyniku zatrzymania oddechu. Najprawdopodobniej nie działa negatywnie na funkcje rozrodcze.
Dekontaminacja polega na jak najszybszym usunięciu oksymu fosgenu z ciała dużą ilością wody lub DS2. W związku z szybką absorpcją tego związku przez tkanki, dekontaminacja jest mało skuteczna po pojawieniu się bólu.